# Campeonato Carioca de Futebol de 2020
O Campeonato Carioca de Futebol de 2020 foi a 123.ª edição da principal divisão do futebol no Rio de Janeiro.  A disputa foi organizada pela Federação de Futebol do Estado do Rio de Janeiro (FERJ). O campeonato se iniciou em 22 de dezembro de 2019 com algumas alterações em relação à edição anterior. Diferentemente dos anos anteriores, caso uma equipe vencesse os dois turnos seria campeã se não houvesse outro clube com maior número de pontos na classificação geral (considerando as disputas das fases de grupos dos dois turnos). Neste caso, haveria disputa de duas partidas entre as equipes, com vantagem para a equipe que vencesse os dois turnos. Em caso de equipes distintas vencendo os turnos, haveria a disputa da decisão do campeonato, também em duas partidas, mas sem vantagem para nenhuma delas. Na parte debaixo, mais uma mudança: apenas um clube seria rebaixado à Série B1 de 2020.
A disputa precisou ser paralisada no dia 16 de março devido à pandemia de COVID-19 no Brasil. No entanto, retornou pouco mais de três meses depois, ainda em meio à pandemia e em um momento em que o Estado do Rio de Janeiro tinha o segundo maior índice de mortes no país, o que gerou muitas críticas e o apelido de "Covidão 2020". Apenas Botafogo e Fluminense se posicionaram contra o retorno precoce da competição, enquanto a federação e os demais clubes apoiaram a volta.
Ao final do campeonato, o Flamengo (campeão da Taça Guanabara) derrotou o Fluminense (campeão da Taça Rio) nos dois jogos da final, por 2–1 e 1–0, levantando assim seu 36.º título estadual. Devido à pandemia, o Tribunal de Justiça Desportiva do Rio de Janeiro (TJD-RJ) chegou a anular o rebaixamento previsto em regulamento, porém o Pleno do Superior Tribunal de Justiça Desportiva derrubou a decisão em última instância, confirmando o rebaixamento do Nova Iguaçu, último colocado.

## Regulamento

### Critério de desempates
Caso ocorra empate em pontos ganhos serão aplicados os critérios de desempate, sucessivamente:
1. Maior número de vitórias
2. Maior saldo de gols
3. Maior número de gols pró (gols marcados)
4. Confronto direto
5. Menor número de cartões amarelos e vermelhos, onde cada cartão vermelho será considerado equivalente a três cartões amarelos
6. Sorteio público na sede da Federação, em dia e horário a serem determinados

### Fase preliminar
A fase preliminar — com os quatro times de pior campanha no ano anterior (exceto os rebaixados) mais os dois promovidos da Série B1 de 2019, assim como na edição anterior, definiu as duas equipes que participariam da fase principal e as quatro que disputariam a fase especial.

#### Fase especial (rebaixamento)
A fase especial — com as quatro piores equipes da fase preliminar — indicaria a única equipe rebaixada para a Série B1 de 2020. As equipes disputaram o "Grupo X", em turno e returno e em sistema de ida e volta. A melhor equipe classificou-se para a fase preliminar do ano seguinte. Os três piores times disputaram o "Grupo Z", também em turno e returno, em sistema de ida e volta, no qual seria rebaixada a pior equipe, sempre aplicados os critérios de desempate. As duas melhores se classificam para a fase preliminar do ano seguinte.

### Fase principal
A fase principal foi disputada pelas dez equipes melhores classificadas no Campeonato do ano anterior e duas classificadas da fase preliminar. O sorteio dos grupos foi realizado previamente e foram formados os grupos A e B, já com a definição do grupo em que as equipes classificadas na fase preliminar estariam.

#### Taça Guanabara
Na Taça Guanabara (1º turno) as equipes jogaram com as equipes do outro grupo e, portanto, houve seis rodadas. As duas melhores equipes de cada grupo disputaram as semifinais, em cruzamento olímpico, ou seja, o 1º colocado de um grupo contra o 2º do outro grupo e vice-versa, sendo as equipes primeiras colocadas com mando de campo e vantagem do empate. As equipes vencedoras disputaram a final, com mando de campo sorteado e sem vantagem para nenhuma das equipes.

#### Taça Rio
Na Taça Rio (2º turno) as equipes jogaram contra as demais integrantes do grupo e, portanto, houve cinco rodadas. As semifinais e final seguiram o mesmo critério da Taça Guanabara.

#### Final
Se equipes distintas vencessem os turnos, haveria a disputa da final do Campeonato em duas partidas, em sistema de ida e volta, sem vantagem para nenhuma delas. O mando de campo será prerrogativa da equipe mais bem classificada na classificação geral. Se a mesma equipe vencer ambos os turnos e for a melhor na classificação geral, será a campeã do Campeonato. Em caso de um mesmo time vencer os dois turnos, mas outra equipe for a mais bem colocada na classificação geral, há a disputa da final, mas com a prerrogativa do mando de campo e a vantagem de dois empates para a equipe vencedora dos dois turnos.

### Classificação geral
A classificação geral se dá pela pontuação das partidas das Taças Guanabara e Rio, excluindo-se as semifinais e finais destes turnos:
1. o campeão Estadual, ocupara a 1ª posição
2. o vice-campeão (caso exista um disputa final do Campeonato), a 2ª posição
3. as demais equipes que disputarem a fase principal, ocuparão da 3ª (e a 2ª, no caso de haver disputa da final) a 12ª posições, conforme a pontuação e aplicando-se os critérios de desempate
4. as equipes que disputarem a fase especial, conforme os grupos X e Z, da 13ª a 16ª posições

### Taça Independência
A equipe mais bem classificada — com exceção dos quatro grandes clubes (Botafogo, Flamengo, Fluminense e Vasco da Gama) — será declarada campeã da "Taça Independência" e terá assegurada uma vaga na Copa do Brasil de 2021.

### Torneio Extra
Os quatro melhores clubes — exceto os quatro grandes clubes e o campeão da Taça Independência — considerando-se apenas as partidas que não envolvam os "quatro grandes", disputariam as semifinais do "Torneio Extra" em cruzamento olímpico (1º colocado x 4º colocado e 2º colocado x 3º colocado), em partida única, com vantagem de empate para a equipe de melhor classificação. Os vencedores destas partidas disputariam a final, sem vantagem para nenhuma das duas equipes. A equipe campeã do Torneio Extra também teria vaga na Copa do Brasil de 2021. Entretanto, devido à pandemia de COVID-19, o Torneio Extra nunca foi disputado.

## Transmissão televisiva
Como em edições anteriores, a Rede Globo deteve os direitos de transmissão televisiva em todas as plataformas (TV Aberta, TV por assinatura através do SporTV e pay-per-view através do Premiere). O contrato, que era válido até 2024, abrangeu nessa edição 11 dos 12 times que disputaram a fase principal, com exceção o Flamengo, que exigia receber mais que os rivais, e as partidas do clube ficaram, inicialmente, sem transmissão com imagens (seja na TV ou internet), inclusive a final da Taça Guanabara. A exceção foi o jogo contra a Portuguesa. válido pela terceira rodada da Taça Rio, que fora realizada sem público presente nos estádios, e teve transmissão através do site da emissora.
Contudo, em meio à paralisação da competição, foi assinada a MP 984/2020, que alterou regras previstas na Lei Pelé, dentre elas, a que previa que uma partida só poderia ter transmissão televisiva caso ambos os times envolvidos tivessem assinado contrato com a(s) emissora(s), estabelecendo que agora, pertence ao clube mandante de um jogo o direito de ceder os direitos de transmissão e retransmissão de um evento esportivo Assim, o Flamengo transmitiu a partir de seu canal no YouTube e outras redes sociais o jogo contra o Boavista, no qual era mandante. A Globo, por sua vez, alegou que a transmissão representava uma quebra de contrato firmado antes da MP, e rompeu o acordo de transmissão do Campeonato Carioca.
| Emissora                                    | Transmissões com imagens |
| ------------------------------------------- | --- |
| Rede Globo Globoesporte.com SporTV Premiere | - Taça Guanabara (exceto final) e Taça Rio (exceto final) - Nenhum jogo do Flamengo, exceto Flamengo x Portuguesa (3.ª rodada da Taça Rio) que foi transmitido com imagens pelo GloboEsporte.com. Flamengo e Globo chegaram a um acordo sobre a transmissão deste jogo, pois, por conta da pandemia da COVID-19, o jogo foi com portões fechados para evitar aglomerações. Assim, caso não fosse exibido, praticamente ninguém veria o jogo. |
| FlaTV                                       | - Flamengo x Portuguesa (3.ª rodada da Taça Rio). Flamengo e Globo chegaram a um acordo sobre a transmissão deste jogo pois, por conta da pandemia da COVID-19, o jogo foi com portões fechados para evitar aglomerações. Assim, caso não fosse exibido, praticamente ninguém veria o jogo. - 5.ª rodada e semifinal da Taça Rio - Final geral (jogo de volta)                                                                               |
| FluTV                                       | - Final da Taça Rio - 1.º jogo da final (jogo de ida) |
| VascoTV                                     | - 5.ª rodada da Taça Rio |
| SBT                                         | - Final (jogo de volta) |

## Participantes
| Equipe        | Cidade                | Em 2019       | Estádio             | Capacidade | Títulos             |
| America       | Rio de Janeiro        | 2º (Série B1) | Giulite Coutinho    | 13 544     | 7 (último em 1960)  |
| Americano     | Campos dos Goytacazes | 11º           | Ferreirão           | 900        | 0 (não possui)      |
| Bangu         | Rio de Janeiro        | 3º            | Moça Bonita         | 9 024      | 2 (último em 1966)  |
| Boavista-RJ   | Saquarema             | 7º            | Eucyr Resende       | 4 315      | 0 (não possui)      |
| Botafogo      | Rio de Janeiro        | 8º            | Nilton Santos       | 44 661     | 21 (último em 2018) |
| Cabofriense   | Cabo Frio             | 6º            | Correão             | 2 611      | 0 (não possui)      |
| Flamengo      | Rio de Janeiro        | 1º            | Maracanã            | 78 838     | 35 (último em 2019) |
| Fluminense    | Rio de Janeiro        | 4º            | Maracanã            | 78 838     | 31 (último em 2012) |
| Friburguense  | Nova Friburgo         | 1º (Série B1) | Eduardo Guinle      | 5 500      | 0 (não possui)      |
| Macaé         | Macaé                 | 14º           | Eucyr Resende       | 4 315      | 0 (não possui)      |
| Madureira     | Rio de Janeiro        | 10º           | Conselheiro Galvão  | 5 014      | 0 (não possui)      |
| Nova Iguaçu   | Nova Iguaçu           | 13º           | Laranjão            | 1 810      | 0 (não possui)      |
| Portuguesa-RJ | Rio de Janeiro        | 12º           | Luso-Brasileiro     | 5 044      | 0 (não possui)      |
| Resende       | Resende               | 9º            | Trabalhador         | 4 600      | 0 (não possui)      |
| Vasco da Gama | Rio de Janeiro        | 2º            | São Januário        | 21 880     | 24 (último em 2016) |
| Volta Redonda | Volta Redonda         | 5º            | Raulino de Oliveira | 18 230     | 0 (não possui)      |

## Fase preliminar
| Pos | Equipe        | PG | Jogos | Jogos | Jogos | Jogos | Gols | Gols | Gols | Cartões | Cartões                       | Desempenho por rodada | Desempenho por rodada | Desempenho por rodada | Desempenho por rodada | Desempenho por rodada | Classificação                           |
| Pos | Equipe        | PG | J     | V     | E     | D     | GP   | GS   | SG   | Expulso | Penalizado com cartão amarelo | 1ª                    | 2ª                    | 3ª                    | 4ª                    | 5ª                    | Classificação                           |
| --- | ------------- | -- | ----- | ----- | ----- | ----- | ---- | ---- | ---- | ------- | ----------------------------- | --------------------- | --------------------- | --------------------- | --------------------- | --------------------- | --------------------------------------- |
| 1   | Portuguesa-RJ | 11 | 5     | 3     | 2     | 0     | 10   | 5    | +5   | 0       | 17                            | 3                     | 1                     | 1                     | 1                     | 1                     | Classificados para a fase principal     |
| 2   | Macaé         | 7  | 5     | 2     | 1     | 2     | 6    | 6    | 0    | 1       | 9                             | 4                     | 3                     | 2                     | 3                     | 2                     | Classificados para a fase principal     |
| 3   | Americano     | 7  | 5     | 2     | 1     | 2     | 3    | 4    | –1   | 1       | 14                            | 5                     | 5                     | 4                     | 2                     | 3                     | Disputam a fase especial (rebaixamento) |
| 4   | Nova Iguaçu   | 6  | 5     | 2     | 0     | 3     | 9    | 7    | +2   | 0       | 10                            | 2                     | 4                     | 5                     | 5                     | 4                     | Disputam a fase especial (rebaixamento) |
| 5   | America       | 6  | 5     | 1     | 3     | 1     | 4    | 6    | –2   | 1       | 10                            | 1                     | 2                     | 3                     | 4                     | 5                     | Disputam a fase especial (rebaixamento) |
| 6   | Friburguense  | 4  | 5     | 1     | 1     | 3     | 1    | 5    | –4   | 0       | 14                            | 5                     | 6                     | 6                     | 6                     | 6                     | Disputam a fase especial (rebaixamento) |

### Fase especial (rebaixamento)
Grupo X
| Pos | Equipe       | PG | Jogos | Jogos | Jogos | Jogos | Gols | Gols | Gols | Cartões | Cartões                       | Desempenho por rodada | Desempenho por rodada | Desempenho por rodada | Desempenho por rodada | Desempenho por rodada | Desempenho por rodada | Classificação                                     |
| Pos | Equipe       | PG | Jogos | Jogos | Jogos | Jogos | Gols | Gols | Gols | Cartões | Cartões                       | Turno                 | Turno                 | Turno                 | Returno               | Returno               | Returno               | Classificação                                     |
| Pos | Equipe       | PG | #     | V     | E     | D     | GP   | GS   | SG   | Expulso | Penalizado com cartão amarelo | 1.ª                   | 2.ª                   | 3.ª                   | 1.ª                   | 2.ª                   | 3.ª                   | Classificação                                     |
| --- | ------------ | -- | ----- | ----- | ----- | ----- | ---- | ---- | ---- | ------- | ----------------------------- | --------------------- | --------------------- | --------------------- | --------------------- | --------------------- | --------------------- | ------------------------------------------------- |
| 1   | Friburguense | 11 | 6     | 3     | 2     | 1     | 10   | 8    | +2   | 0       | 18                            | 1                     | 2                     | 2                     | 3                     | 2                     | 1                     | Classificado à fase preliminar do Carioca de 2021 |
| 2   | Americano    | 10 | 6     | 3     | 1     | 2     | 9    | 7    | +2   | 0       | 18                            | 4                     | 4                     | 4                     | 1                     | 1                     | 2                     | Disputam o Grupo Z                                |
| 3   | America      | 6  | 6     | 1     | 3     | 2     | 11   | 10   | +1   | 2       | 15                            | 2                     | 1                     | 1                     | 2                     | 3                     | 3                     | Disputam o Grupo Z                                |
| 4   | Nova Iguaçu  | 5  | 6     | 1     | 2     | 3     | 5    | 10   | –5   | 0       | 21                            | 3                     | 3                     | 3                     | 4                     | 4                     | 4                     | Disputam o Grupo Z                                |

Grupo Z
| Pos | Equipe      | PG | Jogos | Jogos | Jogos | Jogos | Gols | Gols | Gols | Cartões | Cartões                       | Desempenho | Desempenho | Classificação                                      |
| Pos | Equipe      | PG | #     | V     | E     | D     | GP   | GS   | SG   | Expulso | Penalizado com cartão amarelo | Ida        | Volta      | Classificação                                      |
| --- | ----------- | -- | ----- | ----- | ----- | ----- | ---- | ---- | ---- | ------- | ----------------------------- | ---------- | ---------- | -------------------------------------------------- |
| 1   | Americano   | 9  | 4     | 3     | 0     | 1     | 5    | 4    | +1   | 1       | 5                             | 1          | 1          | Classificados à fase preliminar do Carioca de 2021 |
| 2   | America     | 7  | 4     | 2     | 1     | 1     | 5    | 2    | +3   | 1       | 5                             | 2          | 2          | Classificados à fase preliminar do Carioca de 2021 |
| 3   | Nova Iguaçu | 1  | 4     | 0     | 1     | 3     | 3    | 7    | –4   | 1       | 4                             | 3          | 3          | Rebaixado à Série B1 de 2020                       |

## Fase principal

### Taça Guanabara
Grupo A
| Pos | Equipe        | PG | Jogos | Jogos | Jogos | Jogos | Gols | Gols | Gols | Cartões | Cartões                       | Desempenho por rodada | Desempenho por rodada | Desempenho por rodada | Desempenho por rodada | Desempenho por rodada | Desempenho por rodada | Classificação                  |
| Pos | Equipe        | PG | #     | V     | E     | D     | GP   | GS   | SG   | Expulso | Penalizado com cartão amarelo | 1.ª                   | 2.ª                   | 3.ª                   | 4.ª                   | 5.ª                   | 6.ª                   | Classificação                  |
| --- | ------------- | -- | ----- | ----- | ----- | ----- | ---- | ---- | ---- | ------- | ----------------------------- | --------------------- | --------------------- | --------------------- | --------------------- | --------------------- | --------------------- | ------------------------------ |
| 1   | Boavista-RJ   | 13 | 6     | 4     | 1     | 1     | 9    | 3    | +6   | 0       | 12                            | 2                     | 1                     | 2                     | 1                     | 1                     | 1                     | Classificados para a semifinal |
| 2   | Flamengo      | 13 | 6     | 4     | 1     | 1     | 9    | 4    | +5   | 0       | 19                            | 1                     | 2                     | 1                     | 2                     | 2                     | 2                     | Classificados para a semifinal |
| 3   | Botafogo      | 9  | 6     | 3     | 0     | 3     | 6    | 8    | –2   | 0       | 12                            | 5                     | 5                     | 3                     | 4                     | 3                     | 3                     |                                |
| 4   | Portuguesa-RJ | 6  | 6     | 2     | 0     | 4     | 7    | 9    | –2   | 2       | 14                            | 4                     | 4                     | 4                     | 3                     | 4                     | 4                     |                                |
| 5   | Bangu         | 6  | 6     | 1     | 3     | 2     | 3    | 7    | –4   | 0       | 15                            | 3                     | 3                     | 5                     | 6                     | 6                     | 5                     |                                |
| 6   | Cabofriense   | 3  | 6     | 1     | 0     | 5     | 3    | 10   | –7   | 1       | 12                            | 6                     | 6                     | 6                     | 5                     | 5                     | 6                     |                                |

Grupo B
| Pos | Equipe        | PG | Jogos | Jogos | Jogos | Jogos | Gols | Gols | Gols | Cartões | Cartões                       | Desempenho por rodada | Desempenho por rodada | Desempenho por rodada | Desempenho por rodada | Desempenho por rodada | Desempenho por rodada | Classificação                  |
| Pos | Equipe        | PG | #     | V     | E     | D     | GP   | GS   | SG   | Expulso | Penalizado com cartão amarelo | 1.ª                   | 2.ª                   | 3.ª                   | 4.ª                   | 5.ª                   | 6.ª                   | Classificação                  |
| --- | ------------- | -- | ----- | ----- | ----- | ----- | ---- | ---- | ---- | ------- | ----------------------------- | --------------------- | --------------------- | --------------------- | --------------------- | --------------------- | --------------------- | ------------------------------ |
| 1   | Fluminense    | 15 | 6     | 5     | 0     | 1     | 12   | 2    | +10  | 1       | 16                            | 3                     | 3                     | 1                     | 1                     | 2                     | 1                     | Classificados para a semifinal |
| 2   | Volta Redonda | 12 | 6     | 4     | 0     | 2     | 11   | 5    | +6   | 1       | 16                            | 1                     | 1                     | 3                     | 2                     | 1                     | 2                     | Classificados para a semifinal |
| 3   | Madureira     | 10 | 6     | 3     | 1     | 2     | 5    | 5    | 0    | 0       | 12                            | 1                     | 2                     | 2                     | 3                     | 3                     | 3                     |                                |
| 4   | Vasco da Gama | 7  | 6     | 2     | 1     | 3     | 4    | 5    | –1   | 0       | 14                            | 4                     | 5                     | 4                     | 4                     | 4                     | 4                     |                                |
| 5   | Resende       | 5  | 6     | 1     | 2     | 3     | 6    | 9    | –3   | 0       | 13                            | 6                     | 4                     | 5                     | 5                     | 6                     | 5                     |                                |
| 6   | Macaé         | 4  | 6     | 1     | 1     | 4     | 3    | 11   | –8   | 0       | 12                            | 4                     | 6                     | 6                     | 6                     | 5                     | 6                     |                                |

#### Fase final
Em itálico, as equipes que jogarão pelo empate por ter melhor campanha e em negrito os times vencedores das partidas. Na final, não há vantagem de empate para nenhuma equipe.
|  | Semifinais    | Semifinais |   |  | Final       | Final |  |
|  |               |            |   |  |             |       |  |
|  |               |            |   |  |             |       |  |
|  | Boavista-RJ   | 1          |   |  |             |       |  |
|  | Volta Redonda | 1          |   |  |             |       |  |
|  |               |            |   |  |             |       |  |
|  |               |            |   |  |             |       |  |
|  |               |            |   |  | Boavista-RJ | 1     |  |
|  |               | Flamengo   | 2 |  |             |       |  |
|  |               |            |   |  |             |       |  |
|  |               |            |   |  |             |       |  |
|  |               |            |   |  |             |       |  |
|  |               |            |   |  |             |       |  |
|  | Fluminense    | 2          |   |  |             |       |  |
|  | Flamengo      | 3          |   |  |             |       |  |

#### Premiação
| Taça Guanabara de 2020         |
| Rio de Janeiro                 |
| ------------------------------ |
| FLAMENGO Campeão (22.º título) |

### Taça Rio
Grupo A
| Pos | Equipe        | PG | Jogos | Jogos | Jogos | Jogos | Gols | Gols | Gols | Cartões | Cartões                       | Desempenho por rodada | Desempenho por rodada | Desempenho por rodada | Desempenho por rodada | Desempenho por rodada | Classificação                  |
| Pos | Equipe        | PG | #     | V     | E     | D     | GP   | GS   | SG   | Expulso | Penalizado com cartão amarelo | 1.ª                   | 2.ª                   | 3.ª                   | 4.ª                   | 5.ª                   | Classificação                  |
| --- | ------------- | -- | ----- | ----- | ----- | ----- | ---- | ---- | ---- | ------- | ----------------------------- | --------------------- | --------------------- | --------------------- | --------------------- | --------------------- | ------------------------------ |
| 1   | Flamengo      | 15 | 5     | 5     | 0     | 0     | 14   | 2    | +12  | 0       | 7                             | 1                     | 1                     | 1                     | 1                     | 1                     | Classificados para a semifinal |
| 2   | Botafogo      | 8  | 5     | 2     | 2     | 1     | 9    | 7    | +2   | 0       | 14                            | 2                     | 5                     | 4                     | 2                     | 2                     | Classificados para a semifinal |
| 3   | Boavista-RJ   | 7  | 5     | 2     | 1     | 2     | 5    | 5    | 0    | 0       | 9                             | 4                     | 3                     | 2                     | 3                     | 3                     |                                |
| 4   | Bangu         | 7  | 5     | 2     | 1     | 2     | 4    | 6    | –2   | 0       | 6                             | 3                     | 4                     | 3                     | 5                     | 4                     |                                |
| 5   | Portuguesa-RJ | 5  | 5     | 1     | 2     | 2     | 5    | 4    | +1   | 0       | 7                             | 5                     | 2                     | 5                     | 4                     | 5                     |                                |
| 6   | Cabofriense   | 0  | 5     | 0     | 0     | 5     | 4    | 17   | –13  | 1       | 9                             | 6                     | 6                     | 6                     | 6                     | 6                     |                                |

Grupo B
| Pos | Equipe        | PG | Jogos | Jogos | Jogos | Jogos | Gols | Gols | Gols | Cartões | Cartões                       | Desempenho por rodada | Desempenho por rodada | Desempenho por rodada | Desempenho por rodada | Desempenho por rodada | Classificação                  |
| Pos | Equipe        | PG | #     | V     | E     | D     | GP   | GS   | SG   | Expulso | Penalizado com cartão amarelo | 1.ª                   | 2.ª                   | 3.ª                   | 4.ª                   | 5.ª                   | Classificação                  |
| --- | ------------- | -- | ----- | ----- | ----- | ----- | ---- | ---- | ---- | ------- | ----------------------------- | --------------------- | --------------------- | --------------------- | --------------------- | --------------------- | ------------------------------ |
| 1   | Fluminense    | 10 | 5     | 3     | 1     | 1     | 11   | 4    | +7   | 1       | 9                             | 1                     | 1                     | 1                     | 1                     | 1                     | Classificados para a semifinal |
| 2   | Volta Redonda | 10 | 5     | 3     | 1     | 1     | 7    | 3    | +4   | 0       | 15                            | 2                     | 2                     | 3                     | 2                     | 2                     | Classificados para a semifinal |
| 3   | Vasco da Gama | 8  | 5     | 2     | 2     | 1     | 5    | 4    | +1   | 0       | 10                            | 3                     | 4                     | 5                     | 4                     | 3                     |                                |
| 4   | Madureira     | 6  | 5     | 2     | 0     | 3     | 6    | 9    | –3   | 0       | 15                            | 6                     | 3                     | 2                     | 3                     | 4                     |                                |
| 5   | Resende       | 4  | 5     | 1     | 1     | 3     | 4    | 8    | –4   | 1       | 14                            | 4                     | 5                     | 6                     | 5                     | 5                     |                                |
| 6   | Macaé         | 4  | 5     | 1     | 1     | 3     | 2    | 7    | –5   | 0       | 16                            | 5                     | 6                     | 4                     | 6                     | 6                     |                                |

#### Fase final
Em itálico, as equipes que jogarão pelo empate por ter melhor campanha e em negrito os times vencedores das partidas. Na final, não há vantagem de empate para nenhuma equipe.
|  | Semifinais    | Semifinais |       |  | Final            | Final |  |
|  |               |            |       |  |                  |       |  |
|  |               |            |       |  |                  |       |  |
|  | Fluminense    | 0          |       |  |                  |       |  |
|  | Botafogo      | 0          |       |  |                  |       |  |
|  |               |            |       |  |                  |       |  |
|  |               |            |       |  |                  |       |  |
|  |               |            |       |  | Fluminense (pen) | 1 (3) |  |
|  |               | Flamengo   | 1 (2) |  |                  |       |  |
|  |               |            |       |  |                  |       |  |
|  |               |            |       |  |                  |       |  |
|  |               |            |       |  |                  |       |  |
|  |               |            |       |  |                  |       |  |
|  | Flamengo      | 2          |       |  |                  |       |  |
|  | Volta Redonda | 0          |       |  |                  |       |  |

#### Premiação
| Taça Rio de 2020                |
| Rio de Janeiro                  |
| ------------------------------- |
| FLUMINENSE Campeão (4.º título) |

## Classificação geral
| Pos | Equipe        | Gr. | PG | Jogos | Jogos | Jogos | Jogos | Gols | Gols | Gols | Cartões | Cartões                       | Desempenho por rodada | Desempenho por rodada | Desempenho por rodada | Desempenho por rodada | Desempenho por rodada | Desempenho por rodada | Desempenho por rodada | Desempenho por rodada | Desempenho por rodada | Desempenho por rodada | Desempenho por rodada |
| Pos | Equipe        | Gr. | PG | Jogos | Jogos | Jogos | Jogos | Gols | Gols | Gols | Cartões | Cartões                       | Taça Guanabara        | Taça Guanabara        | Taça Guanabara        | Taça Guanabara        | Taça Guanabara        | Taça Guanabara        | Taça Rio              | Taça Rio              | Taça Rio              | Taça Rio              | Taça Rio              |
| Pos | Equipe        | Gr. | PG | #     | V     | E     | D     | GP   | GS   | SG   | Expulso | Penalizado com cartão amarelo | 1.ª                   | 2.ª                   | 3.ª                   | 4.ª                   | 5.ª                   | 6.ª                   | 1.ª                   | 2.ª                   | 3.ª                   | 4.ª                   | 5.ª                   |
| --- | ------------- | --- | -- | ----- | ----- | ----- | ----- | ---- | ---- | ---- | ------- | ----------------------------- | --------------------- | --------------------- | --------------------- | --------------------- | --------------------- | --------------------- | --------------------- | --------------------- | --------------------- | --------------------- | --------------------- |
| 1   | Flamengo      | A   | 28 | 11    | 9     | 1     | 1     | 23   | 6    | +17  | 0       | 26                            | 4                     | 5                     | 3                     | 5                     | 4                     | 3                     | 2                     | 2                     | 2                     | 1                     | 1                     |
| 2   | Fluminense    | B   | 25 | 11    | 8     | 1     | 2     | 23   | 6    | +17  | 2       | 25                            | 3                     | 3                     | 1                     | 1                     | 2                     | 1                     | 1                     | 1                     | 1                     | 2                     | 2                     |
| 3   | Volta Redonda | B   | 22 | 11    | 7     | 1     | 3     | 18   | 8    | +10  | 1       | 30                            | 1                     | 1                     | 4                     | 2                     | 1                     | 4                     | 3                     | 3                     | 4                     | 4                     | 3                     |
| 4   | Boavista-RJ   | A   | 20 | 11    | 6     | 2     | 3     | 14   | 8    | +6   | 0       | 21                            | 8                     | 4                     | 5                     | 4                     | 3                     | 2                     | 4                     | 4                     | 3                     | 3                     | 4                     |
| 5   | Botafogo      | A   | 17 | 11    | 5     | 2     | 4     | 15   | 15   | 0    | 0       | 26                            | 11                    | 11                    | 7                     | 7                     | 6                     | 6                     | 5                     | 6                     | 6                     | 5                     | 5                     |
| 6   | Madureira     | B   | 16 | 11    | 5     | 1     | 5     | 11   | 14   | –3   | 0       | 27                            | 1                     | 2                     | 2                     | 3                     | 5                     | 5                     | 6                     | 5                     | 5                     | 6                     | 6                     |
| 7   | Vasco da Gama | B   | 15 | 11    | 4     | 3     | 4     | 9    | 9    | 0    | 0       | 24                            | 4                     | 9                     | 6                     | 8                     | 8                     | 7                     | 8                     | 8                     | 9                     | 7                     | 7                     |
| 8   | Bangu         | A   | 13 | 11    | 3     | 4     | 4     | 7    | 13   | –6   | 0       | 22                            | 9                     | 7                     | 10                    | 11                    | 11                    | 9                     | 7                     | 9                     | 7                     | 9                     | 8                     |
| 9   | Portuguesa-RJ | A   | 11 | 11    | 3     | 2     | 6     | 12   | 13   | –1   | 3       | 26                            | 10                    | 10                    | 8                     | 6                     | 7                     | 8                     | 9                     | 7                     | 8                     | 8                     | 9                     |
| 10  | Resende       | B   | 9  | 11    | 2     | 3     | 6     | 10   | 17   | –7   | 1       | 27                            | 4                     | 6                     | 9                     | 10                    | 12                    | 10                    | 10                    | 10                    | 11                    | 10                    | 10                    |
| 11  | Macaé         | B   | 8  | 11    | 2     | 2     | 7     | 5    | 18   | –13  | 0       | 28                            | 4                     | 8                     | 11                    | 12                    | 9                     | 11                    | 11                    | 11                    | 10                    | 11                    | 11                    |
| 12  | Cabofriense   | A   | 3  | 11    | 1     | 0     | 10    | 7    | 27   | –20  | 2       | 21                            | 12                    | 12                    | 12                    | 9                     | 10                    | 12                    | 12                    | 12                    | 12                    | 12                    | 12                    |
| 13  | Friburguense  | X   | 11 | 6     | 3     | 2     | 1     | 10   | 8    | +2   | 0       | 18                            |                       |                       |                       |                       |                       |                       |                       |                       |                       |                       |                       |
| 14  | Americano     | Z   | 9  | 4     | 3     | 0     | 1     | 5    | 4    | +1   | 1       | 28                            |                       |                       |                       |                       |                       |                       |                       |                       |                       |                       |                       |
| 15  | America       | Z   | 7  | 4     | 2     | 1     | 1     | 5    | 2    | +3   | 3       | 26                            |                       |                       |                       |                       |                       |                       |                       |                       |                       |                       |                       |
| 16  | Nova Iguaçu   | Z   | 1  | 4     | 0     | 1     | 3     | 3    | 7    | –4   | 1       | 31                            |                       |                       |                       |                       |                       |                       |                       |                       |                       |                       |                       |

## Taça Independência
| Taça Independência de 2020         |
| Volta Redonda                      |
| ---------------------------------- |
| VOLTA REDONDA Campeão (1.º título) |

## Torneio Extra

### Classificação
| Pos | Equipe        | PG | Jogos | Jogos | Jogos | Jogos | Gols | Gols | Gols | Cartões | Cartões                       | Desempenho por rodada | Desempenho por rodada | Desempenho por rodada | Desempenho por rodada | Desempenho por rodada | Desempenho por rodada | Desempenho por rodada | Desempenho por rodada | Desempenho por rodada | Desempenho por rodada | Desempenho por rodada | Classificação                                   |
| Pos | Equipe        | PG | Jogos | Jogos | Jogos | Jogos | Gols | Gols | Gols | Cartões | Cartões                       | Taça Guanabara        | Taça Guanabara        | Taça Guanabara        | Taça Guanabara        | Taça Guanabara        | Taça Guanabara        | Taça Rio              | Taça Rio              | Taça Rio              | Taça Rio              | Taça Rio              | Classificação                                   |
| Pos | Equipe        | PG | #     | V     | E     | D     | GP   | GS   | SG   | Expulso | Penalizado com cartão amarelo | 1.ª                   | 2.ª                   | 3.ª                   | 4.ª                   | 5.ª                   | 6.ª                   | 1.ª                   | 2.ª                   | 3.ª                   | 4.ª                   | 5.ª                   | Classificação                                   |
| --- | ------------- | -- | ----- | ----- | ----- | ----- | ---- | ---- | ---- | ------- | ----------------------------- | --------------------- | --------------------- | --------------------- | --------------------- | --------------------- | --------------------- | --------------------- | --------------------- | --------------------- | --------------------- | --------------------- | ----------------------------------------------- |
| 1   | Boavista-RJ   | 17 | 7     | 5     | 2     | 0     | 12   | 3    | +9   | 0       | 8                             | 2                     | 1                     | 2                     | 1                     | 2                     | 1                     | 2                     | 1                     | 1                     | 1                     | 1                     | Classificados para a semifinal do Torneio Extra |
| 2   | Volta Redonda | 15 | 7     | 5     | 0     | 2     | 12   | 5    | +7   | 0       | 14                            | 5                     | 2                     | 3                     | 2                     | 1                     | 2                     | 1                     | 2                     | 3                     | 3                     | 2                     | Classificados para a semifinal do Torneio Extra |
| 3   | Madureira     | 13 | 7     | 4     | 1     | 2     | 8    | 6    | +2   | 0       | 10                            | 1                     | 3                     | 1                     | 4                     | 3                     | 3                     | 4                     | 3                     | 2                     | 2                     | 3                     | Classificados para a semifinal do Torneio Extra |
| 4   | Bangu         | 11 | 7     | 3     | 2     | 2     | 5    | 4    | +1   | 0       | 13                            | 5                     | 5                     | 6                     | 5                     | 6                     | 6                     | 3                     | 4                     | 5                     | 6                     | 4                     | Classificados para a semifinal do Torneio Extra |
| 5   | Portuguesa-RJ | 10 | 7     | 3     | 1     | 3     | 9    | 6    | +3   | 2       | 11                            | 4                     | 6                     | 4                     | 3                     | 4                     | 4                     | 5                     | 5                     | 4                     | 4                     | 5                     | Classificados para a semifinal do Torneio Extra |
| 6   | Resende       | 8  | 7     | 2     | 2     | 3     | 7    | 7    | 0    | 0       | 9                             | 3                     | 4                     | 5                     | 6                     | 6                     | 5                     | 6                     | 6                     | 7                     | 5                     | 6                     |                                                 |
| 7   | Macaé         | 6  | 7     | 2     | 0     | 5     | 3    | 12   | –9   | 0       | 14                            | 5                     | 7                     | 7                     | 8                     | 5                     | 7                     | 7                     | 7                     | 6                     | 7                     | 7                     |                                                 |
| 8   | Cabofriense   | 0  | 7     | 0     | 0     | 7     | 3    | 16   | –13  | 1       | 4                             | 5                     | 8                     | 8                     | 7                     | 8                     | 8                     | 8                     | 8                     | 8                     | 8                     | 8                     |                                                 |

     Rodada com partida disputada contra os "grandes clubes" (não consideradas para classificação deste Torneio)
     Campeão da Taça Independência e, por isso, não participará do Torneio Extra

## Final
Ida
| 12 de julho | Fluminense    | 1 – 2           | Flamengo                | Estádio do Maracanã, Rio de Janeiro                                  |
| 16:00       | Evanilson 61' | Detalhes Súmula | 28' Pedro · 74' Michael | Público: Portões fechados Árbitro: RJ Wagner do Nascimento Magalhães |

| Fluminense | Flamengo |

| G              | 27 | Muriel                  |     |     |
| LD             | 2  | Gilberto                | 62' |     |
| Z              | 26 | Digão                   |     |     |
| Z              | 3  | Matheus Ferraz          | 18' |     |
| LE             | 6  | Egídio                  |     |     |
| V              | 25 | Hudson                  |     |     |
| V              | 22 | Dodi                    |     | 77' |
| V              | 20 | Yago                    |     | 88' |
| M              | 77 | Nenê                    |     | 88' |
| A              | 11 | Marcos Paulo            | 35' | 77' |
| A              | 99 | Evanílson               |     | 69' |
| Reservas:      |    |                         |     |     |
| G              | 1  | Marcos Felipe           |     |     |
| LD             | 15 | Michel Araújo           | 77' |     |
| Z              | 4  | Luccas Claro dos Santos |     |     |
| LE             | 23 | Orinho                  |     |     |
| V              | 5  | Yuri                    | 88' |     |
| M              | 30 | Miguel                  | 88' |     |
| A              | 70 | Caio Paulista           | 77' |     |
| A              | 16 | Fernando Pacheco        | 69' |     |
| Treinador:     |    |                         |     |     |
| Odair Hellmann |    |                         |     |     |

| G            | 1  | Diego Alves      |     |     |  |
| LD           | 13 | Rafinha          |     |     |  |
| Z            | 3  | Rodrigo Caio     | 30' |     |  |
| Z            | 2  | Gustavo Henrique |     |     |  |
| LE           | 16 | Filipe Luís      |     |     |  |
| V            | 5  | Willian Arão     |     |     |  |
| M            | 10 | Diego            |     | 62' |  |
| M            | 11 | Vitinho          | 54' | 62' |  |
| M            | 14 | De Arrascaeta    |     | 62' |  |
| A            | 9  | Gabriel          | 40' | 92' |  |
| A            | 21 | Pedro            |     | 84' |  |
| Substitutos: |    |                  |     |     |  |
| G            | 37 | César            |     |     |  |
| Z            | 4  | Léo Pereira      |     |     |  |
| LE           | 6  | Renê             |     |     |  |
| V            | 33 | Thiago Maia      |     |     |  |
| M            | 8  | Gerson           | 62' | 71' |  |
| M            | 7  | Éverton Ribeiro  | 62' |     |  |
| A            | 19 | Michael          | 62' |     |  |
| A            | 32 | Pedro Rocha      | 84' |     |  |
| A            | 29 | Lincoln          |     |     |  |
| Treinador:   |    |                  |     |     |  |
| Jorge Jesus  |    |                  |     |     |  |

Volta
| 15 de julho | Flamengo      | 1 – 0           | Fluminense | Estádio do Maracanã, Rio de Janeiro                          |
| 21:00       | Vitinho 90+4' | Detalhes Súmula |            | Público: Portões fechados Árbitro: RJ Grazianni Maciel Rocha |

| Flamengo | Fluminense |

| G           | 1  | Diego Alves      |     |           |
| LD          | 13 | Rafinha          |     | 86' 90+4' |
| Z           | 3  | Rodrigo Caio     |     |           |
| Z           | 4  | Léo Pereira      |     |           |
| LE          | 16 | Filipe Luís      |     | 50'       |
| V           | 5  | Willian Arão     |     |           |
| M           | 8  | Gerson           |     | 86'       |
| M           | 7  | Éverton Ribeiro  |     |           |
| M           | 14 | De Arrascaeta    |     | 60'       |
| A           | 27 | Bruno Henrique   |     |           |
| A           | 21 | Pedro            |     | 86'       |
| Reservas:   |    |                  |     |           |
| G           | 37 | César            |     |           |
| Z           | 2  | Gustavo Henrique | 86' |           |
| LE          | 6  | Renê             | 50' |           |
| V           | 33 | Thiago Maia      |     |           |
| M           | 10 | Diego            | 86' |           |
| A           | 11 | Vitinho          | 86' |           |
| A           | 19 | Michael          | 60' | 90+5'     |
| A           | 32 | Pedro Rocha      |     |           |
| A           | 29 | Lincoln          |     |           |
| Treinador:  |    |                  |     |           |
| Jorge Jesus |    |                  |     |           |

| G              | 27 | Muriel           |     |     |
| LD             | 2  | Gilberto         |     | 61' |
| Z              | 33 | Nino             |     |     |
| Z              | 3  | Matheus Ferraz   |     |     |
| LE             | 6  | Egídio           |     |     |
| V              | 25 | Hudson           |     |     |
| V              | 22 | Dodi             |     | 85' |
| V              | 20 | Yago             |     | 72' |
| M              | 77 | Nenê             |     |     |
| A              | 11 | Marcos Paulo     |     | 61' |
| A              | 99 | Evanílson        | 8'  | 72' |
| Reservas:      |    |                  |     |     |
| LD             | 15 | Michel Araújo    | 61' |     |
| M              | 10 | Ganso            | 72' |     |
| M              | 19 | Felippe Cardoso  | 85' |     |
| A              | 16 | Fernando Pacheco | 61' |     |
| A              | 70 | Caio Paulista    | 72' |     |
| Treinador:     |    |                  |     |     |
| Odair Hellmann |    |                  |     |     |

## Premiação
| Campeonato Carioca de 2020     |
| Rio de Janeiro                 |
| ------------------------------ |
| Flamengo Campeão (36.º título) |

## Artilharia
| Gols | Jogador        | Equipe        |
| ---- | -------------- | ------------- |
| 8    | Gabriel        | Flamengo      |
| 8    | João Carlos    | Volta Redonda |
| 7    | Caio Dantas    | Boavista-RJ   |
| 6    | Germán Cano    | Vasco da Gama |
| 6    | Nenê           | Fluminense    |
| 5    | Adriano        | Portuguesa-RJ |
| 5    | Bruno Henrique | Flamengo      |
| 5    | Matheus Babi   | Macaé         |
| 5    | Pedro          | Flamengo      |
| 5    | Saulo Mineiro  | Volta Redonda |

### Hat-tricks
| Jogador     | Clube         | Adversário  | Placar | Data            | Ref.   |
| ----------- | ------------- | ----------- | ------ | --------------- | ------ |
| Gabriel     | Flamengo      | Cabofriense | 4–1    | 29 de fevereiro | [ 31 ] |
| Germán Cano | Vasco da Gama | Macaé       | 3–1    | 28 de junho     | [ 32 ] |

## Seleção do Campeonato
A Seleção da FERJ teve 12 jogadores, já que na lateral-esquerda os dois jogadores escolhidos tiveram a mesma quantidade de votos e dois treinadores, já que os escolhidos tiveram a mesma quantidade de votos.
| Posição          | Nome               | Clube         |
| ---------------- | ------------------ | ------------- |
| Goleiro          | Douglas Borges     | Volta Redonda |
| Lateral-direito  | Rafinha            | Flamengo      |
| Zagueiro         | Rodrigo Caio       | Flamengo      |
| Zagueiro         | Marcelo Benevenuto | Botafogo      |
| Lateral-esquerdo | Filipe Luís        | Flamengo      |
| Lateral-esquerdo | Jean Victor        | Boavista      |
| Volante          | Gerson             | Flamengo      |
| Meia             | Nenê               | Fluminense    |
| Meia             | Éverton Ribeiro    | Flamengo      |
| Atacante         | Bruno Henrique     | Flamengo      |
| Atacante         | Gabriel            | Flamengo      |
| Atacante         | João Carlos        | Volta Redonda |
| Treinador        | Jorge Jesus        | Flamengo      |
| Treinador        | Odair Hellmann     | Fluminense    |
| Artilheiros      | Gabriel            | Flamengo      |
| Artilheiros      | João Carlos        | Volta Redonda |
| Craque           | Gabriel            | Flamengo      |

## Público

### Média
| Pos. | Time          | Média  | Total   |
| ---- | ------------- | ------ | ------- |
| 1    | Flamengo      | 43 301 | 173 205 |
| 2    | Fluminense    | 16 993 | 101 955 |
| 3    | Vasco da Gama | 16 463 | 49 388  |
| 4    | Resende       | 13 980 | 55 918  |
| 5    | Boavista-RJ   | 10 471 | 62 823  |
| 6    | Cabofriense   | 6 498  | 32 488  |
| 7    | Botafogo      | 5 938  | 23 752  |
| 8    | Macaé         | 3 986  | 27 900  |
| 9    | Volta Redonda | 2 413  | 12 063  |
| 10   | Bangu         | 1 466  | 5 865   |
| 11   | Madureira     | 912    | 2 736   |
| 12   | Americano     | 794    | 4 761   |
| 13   | Portuguesa-RJ | 642    | 3 212   |
| 14   | Friburguense  | 376    | 2 256   |
| 15   | Nova Iguaçu   | 367    | 2 569   |
| 16   | America       | 340    | 2 037   |

### Maiores públicos
| Nº | Público | Mandante      | Placar | Visitante     | Estádio  | Data            | Etapa          | Rodada    | Ref.   |
| -- | ------- | ------------- | ------ | ------------- | -------- | --------------- | -------------- | --------- | ------ |
| 1  | 60 054  | Flamengo      | 2–0    | Madureira     | Maracanã | 8 de fevereiro  | Taça GB        | 6ª        | [ 35 ] |
| 2  | 53 818  | Boavista-RJ   | 1–2    | Flamengo      | Maracanã | 22 de fevereiro | Taça GB        | Final     | [ 35 ] |
| 3  | 53 571  | Fluminense    | 2–3    | Flamengo      | Maracanã | 12 de fevereiro | Taça GB        | Semifinal | [ 35 ] |
| 4  | 50 454  | Resende       | 1–3    | Flamengo      | Maracanã | 3 de fevereiro  | Taça Guanabara | 5ª        | [ 35 ] |
| 5  | 48 470  | Flamengo      | 3–0    | Botafogo      | Maracanã | 7 de fevereiro  | Taça Rio       | 2ª        | [ 35 ] |
| 6  | 43 259  | Flamengo      | 0–1    | Fluminense    | Maracanã | 29 de fevereiro | Taça GB        | 4ª        | [ 35 ] |
| 7  | 26 238  | Cabofriense   | 1–4    | Flamengo      | Maracanã | 29 de fevereiro | Taça Rio       | 1ª        | [ 35 ] |
| 8  | 25 544  | Macaé         | 0–0    | Flamengo      | Maracanã | 18 de janeiro   | Taça GB        | 1ª        | [ 35 ] |
| 9  | 23 110  | Vasco da Gama | 0–1    | Flamengo      | Maracanã | 22 de janeiro   | Taça GB        | 2ª        | [ 35 ] |
| 10 | 21 422  | Flamengo      | 3–2    | Volta Redonda | Maracanã | 25 de janeiro   | Taça GB        | 3ª        | [ 35 ] |

### Menores públicos
| Nº | Público | Mandante     | Placar | Visitante    | Estádio          | Data            | Etapa          | Rodada | Ref.   |
| -- | ------- | ------------ | ------ | ------------ | ---------------- | --------------- | -------------- | ------ | ------ |
| 1  | 145     | Nova Iguaçu  | 2–2    | America      | Laranjão         | 19 de fevereiro | Grupo X        | 6ª     | [ 35 ] |
| 2  | 151     | America      | 0–1    | Americano    | Giulite Coutinho | 4 de março      | Grupo Z        | 2ª     | [ 35 ] |
| 3  | 163     | Americano    | 0–0    | Nova Iguaçu  | Ferreirão        | 18 de janeiro   | Grupo X        | 1ª     | [ 35 ] |
| 4  | 172     | America      | 1–2    | Nova Iguaçu  | Giulite Coutinho | 5 de fevereiro  | Grupo X        | 3ª     | [ 35 ] |
| 5  | 184     | America      | 2–2    | Friburguense | Giulite Coutinho | 8 de fevereiro  | Grupo X        | 4ª     | [ 35 ] |
| 6  | 216     | Americano    | 2–1    | Nova Iguaçu  | Ferreirão        | 29 de fevereiro | Grupo Z        | 1ª     | [ 35 ] |
| 7  | 219     | Macaé        | 1–0    | Cabofriense  | Eduardo Guinle   | 3 de fevereiro  | Taça Guanabara | 5ª     | [ 35 ] |
| 8  | 234     | Nova Iguaçu  | 0–2    | America      | Laranjão         | 7 de março      | Grupo Z        | 3ª     | [ 35 ] |
| 9  | 245     | America      | 4–0    | Americano    | Giulite Coutinho | 25 de janeiro   | Grupo X        | 2ª     | [ 35 ] |
| 10 | 254     | Friburguense | 1–2    | Americano    | Eduardo Guinle   | 5 de fevereiro  | Grupo X        | 3ª     | [ 35 ] |

## Técnicos
| Equipe        | Técnico                                                                                              |
| ------------- | --- |
| America       | Ney Barreto (1ª—5ª) (Seletiva) Álvaro Gaia (1ª—6ª) (Grupo X) (1ª—) (Grupo Z)                         |
| Americano     | Josué Teixeira (1ª—5ª) (Seletiva) (1ª—2ª) (Grupo X) Rafael Soriano (3ª—6ª) (Grupo X) (1ª—) (Grupo Z) |
| Bangu         | Eduardo Allax (1ª—)                                                                                  |
| Boavista      | Paulo Bonamigo (1ª—)                                                                                 |
| Botafogo      | Bruno Lazaroni (1ª—2ª) Alberto Valentim (3ª—6ª) Paulo Autuori (1ª—) (Taça Rio)                       |
| Cabofriense   | Alfredo Sampaio (1ª—2ª) Luciano Quadros (3ª—)                                                        |
| Flamengo      | Maurício Souza (1ª—4ª) Jorge Jesus (5ª—)                                                             |
| Fluminense    | Odair Hellmann (1ª—)                                                                                 |
| Friburguense  | Cadão (1ª—5ª) (Seletiva) (1ª—6ª) (Grupo X)                                                           |
| Macaé         | Mário Júnior (1ª—5ª) (Seletiva) (1ª—4ª) (Fase Principal) Charles Almeida (5ª—) (Fase Principal)      |
| Madureira     | Toninho Andrade (1ª—)                                                                                |
| Nova Iguaçu   | Carlos Vitor (1ª—4ª) (Seletiva) Hermes Júnior (5ª) (Seletiva) (1ª—6ª) (Grupo X) (1ª—) (Grupo Z)      |
| Portuguesa-RJ | Rogério Corrêa (1ª—5ª) (Seletiva) (1ª—) (Fase Principal)                                             |
| Resende       | Edson Souza (1ª—)                                                                                    |
| Vasco da Gama | Abel Braga (1ª—)                                                                                     |
| Volta Redonda | Luizinho Vieira (1ª—)                                                                                |

### Mudança de técnicos
| Clube       | Antecessor       | Motivo    | Data           | Última partida                | Rod | Pos             | Sucessor        | Ref.          |
| ----------- | ---------------- | --------- | -------------- | ----------------------------- | --- | --------------- | --------------- | ------------- |
| Nova Iguaçu | Carlos Vitor     | Demitido  | 10 de janeiro  | Portuguesa-RJ 3–2 Nova Iguaçu | 4ª  | 5° (preliminar) | Hermes Júnior   | [ 36 ] [ 37 ] |
| America     | Ney Barreto      | Demitido  | 12 de janeiro  | Nova Iguaçu 4–0 America       | 5ª  | 5° (preliminar) | Álvaro Gaia     | [ 38 ] [ 39 ] |
| Cabofriense | Alfredo Sampaio  | Demitido  | 23 de janeiro  | Volta Redonda 4–0 Cabofriense | 2ª  | 2° (grupo A)    | Luciano Quadros | [ 40 ] [ 41 ] |
| Americano   | Josué Teixeira   | Demitido  | 26 de janeiro  | America 4–0 Americano         | 2ª  | 4° (grupo X)    | Rafael Soriano  | [ 42 ] [ 43 ] |
| Macaé       | Mário Júnior     | Demitido  | 29 de janeiro  | Portuguesa-RJ 4–1 Macaé       | 4ª  | 6° (grupo B)    | Charles Almeida | [ 44 ] [ 45 ] |
| Botafogo    | Alberto Valentim | Demitido  | 9 de fevereiro | Fluminense 3–0 Botafogo       | 6ª  | 3° (grupo A)    | Paulo Autuori   | [ 46 ] [ 47 ] |
| Vasco       | Abel Braga       | Resignado | 16 de março    | Vasco 0–2 Fluminense          | 3ª  | 5° (grupo B)    | Ramon Menezes   | [ 48 ] [ 49 ] |

## Classificação final
| Pos | Equipe        | PG | Jogos | Jogos | Jogos | Jogos | Gols | Gols | Gols | Cartões | Cartões                       | Classificação                                                             |
| Pos | Equipe        | PG | #     | V     | E     | D     | GP   | GS   | SG   | Expulso | Penalizado com cartão amarelo | Classificação                                                             |
| --- | ------------- | -- | ----- | ----- | ----- | ----- | ---- | ---- | ---- | ------- | ----------------------------- | ------------------------------------------------------------------------- |
| 1   | Flamengo      | 28 | 11    | 9     | 1     | 1     | 23   | 6    | +17  | 0       | 26                            | Finalistas e classificados para a Copa do Brasil de 2021                  |
| 2   | Fluminense    | 25 | 11    | 8     | 1     | 2     | 23   | 6    | +17  | 2       | 25                            | Finalistas e classificados para a Copa do Brasil de 2021                  |
| 3   | Volta Redonda | 22 | 11    | 7     | 1     | 3     | 18   | 8    | +10  | 1       | 30                            | Classificado para a Copa do Brasil de 2021                                |
| 4   | Boavista-RJ   | 20 | 11    | 6     | 2     | 3     | 14   | 8    | +6   | 0       | 21                            | Classificado para a Copa do Brasil e Série D de 2021                      |
| 5   | Botafogo      | 17 | 11    | 5     | 2     | 4     | 15   | 15   | 0    | 0       | 26                            | Classificado para a Copa do Brasil de 2021                                |
| 6   | Madureira     | 16 | 11    | 5     | 1     | 5     | 11   | 14   | –3   | 0       | 27                            | Classificado para a Copa do Brasil e Série D de 2021                      |
| 7   | Vasco da Gama | 15 | 11    | 4     | 3     | 4     | 9    | 9    | 0    | 0       | 24                            | Classificado para a Copa do Brasil de 2021                                |
| 8   | Bangu         | 13 | 11    | 3     | 4     | 4     | 7    | 13   | –6   | 0       | 22                            | Classificado para a Série D de 2021                                       |
| 9   | Portuguesa-RJ | 11 | 11    | 3     | 2     | 6     | 12   | 13   | –1   | 3       | 26                            |                                                                           |
| 10  | Resende       | 9  | 11    | 2     | 3     | 6     | 10   | 17   | –7   | 1       | 27                            |                                                                           |
| 11  | Macaé         | 8  | 11    | 2     | 2     | 7     | 5    | 18   | –13  | 0       | 28                            |                                                                           |
| 12  | Cabofriense   | 3  | 11    | 1     | 0     | 10    | 7    | 27   | –20  | 2       | 21                            | Equipe da fase principal que disputará a primeira fase do Carioca de 2021 |
| 13  | Friburguense  | 11 | 6     | 3     | 2     | 1     | 10   | 8    | +2   | 0       | 18                            | Equipe do Grupo X que disputará a primeira fase do Carioca de 2021        |
| 14  | Americano     | 9  | 4     | 3     | 0     | 1     | 5    | 4    | +1   | 1       | 28                            | Equipes do Grupo Z que disputarão a primeira fase do Carioca de 2021      |
| 15  | America       | 7  | 4     | 2     | 1     | 1     | 5    | 2    | +3   | 3       | 26                            | Equipes do Grupo Z que disputarão a primeira fase do Carioca de 2021      |
| 16  | Nova Iguaçu   | 1  | 4     | 0     | 1     | 3     | 3    | 7    | –4   | 1       | 31                            | Equipe do Grupo Z rebaixada à Série B1 de 2020                            |